# Хард-рок

Хард-рок или хеви-рок (англ. hard rock, дословно тяжёлый рок или жёсткий рок) — жанр рок-музыки, характеризующийся выделенной ролью ритм-секции, главным образом бас-гитары и ударных инструментов. Композиции этого жанра часто построены на риффах в фигурах с размером 4/4.
Хард-рок зародился в 1960-е годы, обрел привычные формы в конце 1960-х — начале 1970-х годов, а его расцвет пришёлся на начало 1970-х, при участии таких британских групп, как Led Zeppelin, Black Sabbath и Deep Purple. От хард-рока тут же ответвился хеви-метал, дав начало всей «металлической» музыке. Вторая его волна приходится на 1980-е годы (вслед за спадом популярности раннего панк-рока). В те годы популярным, особенно в США, развитием жанра стал хэйр-метал — более простой, театральный и сексуально раскрепощённый вариант хард-рока.
По отношению к року 1960-х и 1970-х термин «хард-рок» — ретроспективный, сами его исполнители в интервью и текстах песен называли свою музыку просто «рок» или «рок-н-ролл», не отделяя её от предшествующей рок-музыки. Однако в последующие годы многие группы уже принимали этот термин. Иногда «хард-рок» также используют как гипероним для «тяжёлых» жанров, таких как хеви-метал, гранж и тому подобных, а сам жанр в таком случае называют «классическим роком».

## История развития

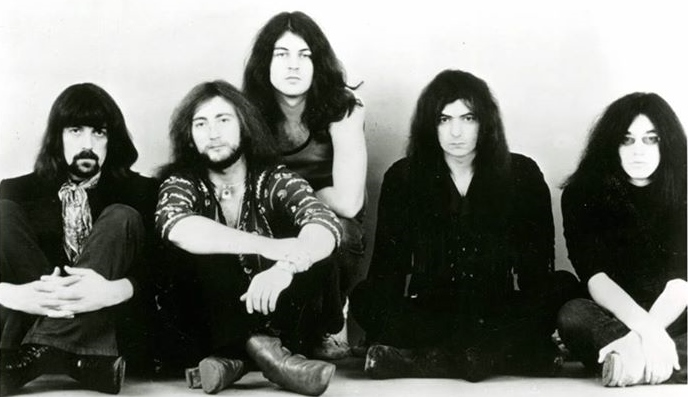
Deep Purple в 1971 году

### Истоки
В музыкальном отношении «утяжеление» рок-музыки началось ещё в середине 1960-х годов британскими и американскими группами, в числе которых The Kinks, Cream, The Rolling Stones, The Yardbirds, The Who, The Beatles и виртуозный рок-гитарист Джими Хендрикс. Элементы хард-рока присутствуют в таких известных композициях, как «You Really Got Me» (The Kinks) и «White Room» (Cream), «Helter Skelter» (The Beatles).

### Расцвет, начало 1970-х
К началу 1970-х годов появились хард-рок-группы, которые считаются фактическими основателями этого жанра и являются непререкаемыми авторитетами хард-рока: Led Zeppelin, Deep Purple, Black Sabbath. После стали появляться другие группы, перенявшие музыкальные приёмы «первопроходцев», либо уже существующие коллективы стилистически двигались в сторону «утяжеления». Среди них Rainbow (группа экс-гитариста Deep Purple Ричи Блэкмора), Status Quo, Queen, Nazareth, AC/DC, Uriah Heep, UFO, Grand Funk Railroad, Scorpions, ZZ Top и многие другие.
Хард-рок 1970-х годов заложил основу для появления в дальнейшем стиля хеви-метал и металлической музыки в целом. В первые годы никакой границы между этими жанрами не существовало, и тех же Judas Priest и Saxon не отделяли от их современников. Но к 1980-м метал развился в самостоятельный жанр, у которого появились свои ответвления, уже сильно отличающиеся от классического рока. Тем не менее, те же Rainbow и Uriah Heep существенно повлияли, например, на развитие пауэр-метала, а некоторые ранние песни Black Sabbath со временем стали считаться первыми образцами дум-метала.

### 1980-е, хард-н-хеви

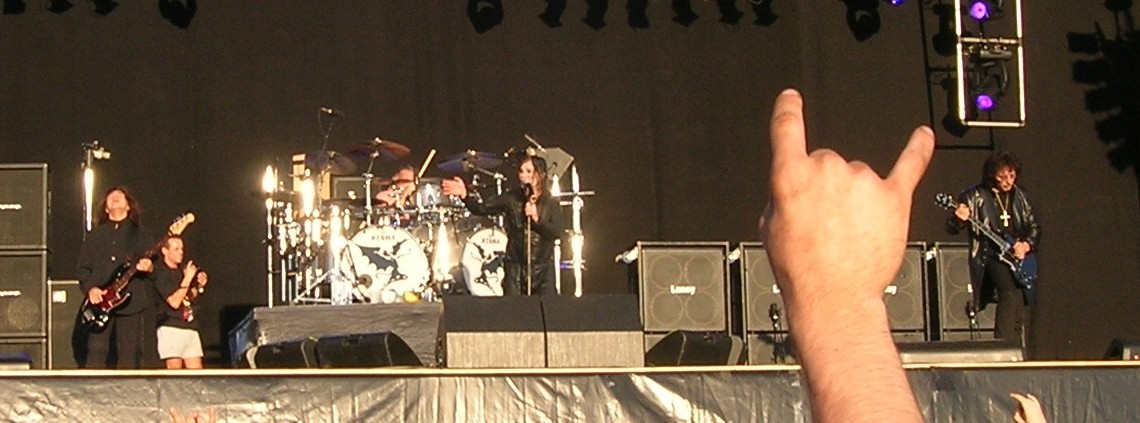
Black Sabbath, одна из групп-основоположниц хард-рока. Видна «коза» — символ хеви-метала и хард-рока

В 1980-х годах на стыке хард-рока и хеви-метала возникло коммерчески успешное движение, которое иногда называют хард-н-хеви (англ. Hard n Heavy). Тогда большой успех имели как новые тяжёлые рок-группы (Guns N' Roses, Mötley Crüe, Def Leppard, The Cult), так и представители классического хард-рока 1970-х годов со своими новыми работами (бывшие вокалисты Black Sabbath Оззи Осборн и Ронни Дио, группа Whitesnake бывшего вокалиста Deep Purple Дэвида Ковердейла) и группы, дебютировавшие около середины 1970-х годов (Aerosmith, AC/DC, Judas Priest). Параллельно развивались более тяжёлые направления металла, берущие истоки в хард-роке (трэш-метал, спид-метал и другие).
В те годы особенно развилась американская хард-рок-сцена, на которой преобладали группы с более простым, мелодичным звучанием, яркими эксцентричными, зачастую вызывающими, сценическими образами и текстами, посвящёнными любви, сексу и прожиганию жизни. Этот поджанр получил названия хэйр-метал или глэм-метал. Его первыми звёздами ещё в 1970-е стали Kiss, а впоследствии их примеру последовали W.A.S.P., Mötley Crüe, Twisted Sister, Van Halen, Bon Jovi, Billy Idol. Эти группы пользовались большой популярностью в начале 1980-х, но в конце 1980-х жанр отчасти вышел из моды и уступил более прямолинейному, искреннему и грубому гранжу, разновидности альтернативного рока, впрочем, тоже многое впитавшей от хард-рока.

### Дальнейшая судьба жанра
В последующие годы классический хард-рок уже не был столь популярен. Но те из его классических исполнителей, кто продолжил карьеру, остались звёздами. Некоторые группы распались, как например Led Zeppelin, Rainbow, Twisted Sister, Whitesnake. Элементы хард-рока сохранялись в музыке многих новых исполнителей и жанров. Появлялись и новые группы, исполняющие хард-рок, порой с уклоном в пародирование, например The Darkness, Lordi (выигравшие Евровидение с песней Hard Rock Hallelujah).

## Особенности жанра

### Музыкальные корни
В формировании хард-рока важнейшую роль сыграла психоделическая волна, захлестнувшая к концу 1960-х годов США и Европу и обогатившая рок-музыку множеством новых приёмов — музыканты искали новых средств выражения своих чувств, эмоций и мыслей. В середине 1960-х годов, в ходе бесконечных экспериментов со звучанием, появился новый метод усиления гитары, при котором усилительное оборудование перегружалось, что давало в результате мощный рычащий звук — т. н. овердрайв (англ. overdrive). Этот эффект стали использовать многие исполнители, однако вывести на передний план его удалось именно группам тяжёлого рока, который стал ассоциироваться именно с перегруженным звучанием гитар.
В истоках хард-рока стояла не только психоделия. Так, участники Black Sabbath в самом начале существования группы предполагали играть джаз, первый альбом Led Zeppelin можно отнести и к чистому блюз-року, а в записях Deep Purple первого состава прослеживается увлечение классической музыкой (так, альбом «Concerto for Group and Orchestra» — «Концерт для группы с оркестром» — был записан как классическое симфоническое произведение, смешанное с рок-саундом самой группы).
Кроме того, огромную роль в становлении хард-рока (как и всей рок-музыки в целом) сыграл блюз. Практически все риффы хард-рока и подавляющее большинство хард-роковых соло и вокальных партий основаны на пентатонической гамме, которая первоначально использовалась именно блюзменами. Что касается ритмики хард-рока, она тоже сформировалась под влиянием блюза. Достаточно сказать, что в хард-роке достаточно часто используется шаффл-ритм[неизвестный термин], который является отличительной чертой так называемой «чёрной» музыки — джаза и блюза (так, один из наиболее ярких примеров использования шаффл-ритма в хард-роке — композиция Deep Purple «Into the Fire» c альбома «Deep Purple in Rock»).
Некоторые работы групп хард-рока можно отнести и к прогрессивному року, так как «тяжесть» звучания иногда сопровождалась сложными музыкальными партиями, длительными виртуозными соло и импровизациями (особенно на концертах). В этом отношении показателен пример британской группы Wishbone Ash, чьи продолжительные, многочастные композиции находятся на стилистической грани между прогрессивным и тяжёлым роком, а их «фирменная» гитарная техника «двойного солирования» вдохновила множество других групп хард-рока, а в дальнейшем и хеви-метала. Другим примером могут служить ранние работы Deep Purple, в которых стандартный набор музыкальных средств выразительности, таких как виртуозные импровизации и затяжные соло, расширен активным использованием симфонического оркестра и сложными аранжировками. В концертных выступлениях некоторых групп встречаются длительные (более 10 минут) инструментальные фрагменты с обилием соло и импровизаций (например, на концертном альбоме Deep Purple 1972 года «Made in Japan»).

### Звучание и инструменты
Так же как и в психоделии, главенствующим инструментом хард-рока является электрогитара, но наряду с ней часто используются и клавишные (в особенности орган Хаммонда). Длинные сольные партии инструментов хард-рок также перенял от психоделии, однако теперь их могут исполнять не только лидирующие инструменты, но и ритм-секция — бас-гитара и ударные. Общее увеличение значения ритм-секции становится характерной чертой жанра. Слаженная работа ударника и бас-гитариста стала играть намного большую роль, так как теперь они наравне с соло-гитаристом и клавишником участвовали в процессе импровизации и должны были поддерживать плотное, «драйвовое» звучание.
Одним из основных мелодических приёмов становится техника риффов — короткие повторяющиеся музыкальные партии гитары. Риффы стали отличительной особенностью хард-рока и, позднее, хеви-метала. В максимально упрощённом варианте риффы играются на протяжении всей композиции и поддерживают ритм-секцию, нередко попадая в унисон с линией бас-гитары. Риффы являются ритмической основой для вокала либо другого солирующего инструмента, если таковой присутствует в группе. При малых составах (гитара, бас и ударные) исполнение риффов прерывается обычно только для исполнения соло электрогитары. Как пример можно привести чрезвычайно знаменитый и узнаваемый рифф из композиции «Smoke On The Water» группы Deep Purple. По словам фанатов, благодаря этому риффу композиция стала «гимном» тяжёлой рок-музыки. Другие наиболее знаменитые и характерные хард-рок-риффы — «Heartbreaker» Led Zeppelin, «Iron Man» Black Sabbath, «Tie Your Mother Down» Queen. В хард-роке также встречается резкое форсирование голоса певца до самых высоких фальцетных нот с чуть хрипловатым оттенком, неизбежно ритмизованное.